# 2019冠状病毒病名称争议
最初，2019冠状病毒病疫情爆發期間，該病毒或疾病通常被稱為「冠狀病毒」或「武漢冠狀病毒」，有時也稱為「武漢肺炎」。
2020年1月，世界衛生組織暫且命名為「2019新型冠狀病毒」和「2019新型冠狀病毒急性呼吸疾病」。它是根據该组织2015年的指南，將他們作为病毒和疾病的临时名称。該指南禁止使用地理位置（如武汉）、动物物种或人群作為疾病或病毒的名称，其中部分原因是為了防止社会污名。同年2月11日，世卫组织发布了官方名称COVID-19（2019冠状病毒病）和SARS-CoV-2。世卫组织负责人譚德塞解释说，CO代表冠狀，VI代表病毒，及D代表疾病，而19代表首次发现疫情之时（2019年12月31日）。世卫组织在公共传播中还使用了「COVID-19病毒」一詞。
2021年1月26日，美国总统乔·拜登在签署的行政命令中提到不应以新冠病毒起源的地理位置称呼该疫情。

## 2019冠状病毒病
世界衛生組織1月13日建議將病毒暫稱為2019新型冠狀病毒（2019-nCoV）。1月30日將其所引发的疾病暫時命名为2019新型冠狀病毒急性呼吸疾病（2019-nCoV acute respiratory disease）。
2月11日，國際病毒分類委員會正式將病毒命名為「SARS-CoV-2」（全称：Severe Acute Respiratory Syndrome Coronavirus 2）。2月11日世卫组织正式将疾病命名为「2019冠状病毒病」（簡稱COVID-19）。
1月8日，香港特區政府衛生署將其命名為嚴重新型傳染性病原體呼吸系統病（Severe Respiratory Disease associated with a Novel Infectious Agent）。卫生署在新闻公报中则称为新型冠狀病毒感染，后改称2019冠狀病毒病。
在中国大陆出版的一些科学文献中，亦会使用世界卫生组织官方命名2019冠状病毒病来称之。3月1日，《中华传染病杂志》在线出版《上海市2019冠状病毒病综合救治专家共识》，上海市新型冠状病毒病临床救治专家组使用“2019冠状病毒病”作为疾病名称；除此之外，复旦大学出版社出版的《2019冠状病毒病——从基础到临床》，也使用了“2019冠状病毒病”作为疾病名称。
美国疾病控制与预防中心（CDC）以“冠状病毒”或“2019年新型冠状病毒肺炎（COVID-19）”作为称呼。美国CDC指出，COVID-19是一种由此前尚未在人体中发现的新型（或新的）冠状病毒引起的新疾病。此疾病名称根据世界卫生组织（WHO）新型人类传染病命名最佳实践而定。

## 新冠肺炎
1月13日，中華人民共和國國家衛生健康委員會將此種病毒引發的病症稱為新型冠状病毒感染的肺炎。2月7日，中国国家卫生健康委员会发出的通知以及次日下午中國国务院联防联控机制召开发布会上，宣布新型冠状病毒感染的肺炎暂命名为新型冠状病毒肺炎，简称新冠肺炎。2月21日，中国国家卫生健康委发出通知，将英文名称修订为“COVID-19”，与世界卫生组织保持一致，中文名称保持不变。2022年12月26日深夜，国家卫健委宣布，将“新型冠状病毒肺炎”更名为“新型冠状病毒感染”。
澳門特區政府将其命名为新型冠狀病毒感染。

## 武漢肺炎

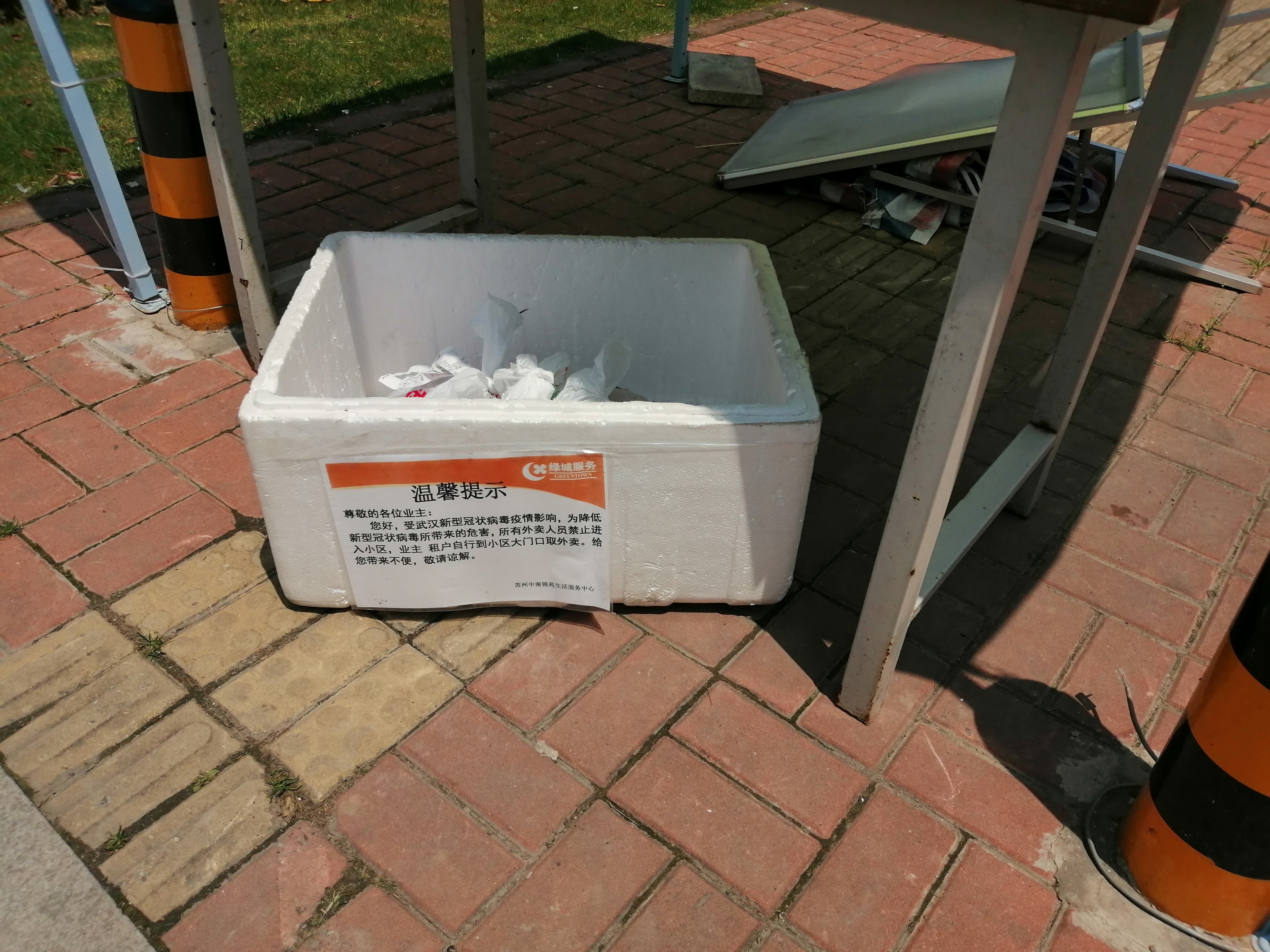
一处位于苏州市小区的告示，显示疫情防控期间所有外卖统一放置于小区大门口，禁止外卖配送员进入小区。该告示写有“受武汉新型冠状病毒疫情影响”字样。

疫情爆发初期，大多数中文傳媒中包括中國大陸官媒在內的中國大陸媒體、香港、台灣、马来西亚、新加坡、部分歐美媒體中文网皆曾使用“武汉肺炎”或“武肺”。亞洲部分媒体偶有使用武汉急性呼吸道综合征（缩写为WARS）的稱呼。后期有媒体将不明肺炎、武漢肺炎等詞彙，改采用新型冠状病毒肺炎稱呼或略稱新冠肺炎。
在台湾，最初平面及電視媒體大多依照中國大陸早期新聞報導，以及台灣中央流行疫情指揮中心的建議，簡稱為「武漢肺炎」。在中國大陸棄用該名稱後，台灣部分媒體報導時仍使用「武漢肺炎」為簡稱，部分媒體則改用中國大陸新公告之「新冠肺炎」為簡稱，也有媒體報導時同時使用兩種簡稱。在新加坡，华语媒体及官方早期通用“武汉肺炎”等称呼，在世卫组织命名后逐渐改用“2019冠状病毒疾病”（相比世卫组织官方名多了一个“疾”字），简称“冠病19”。
2月7日，中共中央机关报《人民日报》认为将本疾病称为“武汉肺炎”是对武汉市居民的地域歧视。世界卫生组织表示，原則上对疾病的命名，不应包含特定地理位置、某一动物、人名或者特定人群，同时还要易于发音，并于2月11日宣布正式命名为“2019冠状病毒病”，英文名稱“COVID-19”。
2月11日，中华民国卫生福利部疾病管制署副署长莊人祥表示，在台灣，疾病的正式中文名稱是依照法定傳染病名，稱為「嚴重特殊傳染性肺炎」，但對於民眾來說太長、很難記。為了國際接軌，並兼顧防疫宣導、民眾認知上可以接受的說法，故宣布可簡稱「武漢肺炎」。疾管署的这一表态遭到中国大陆媒体的批评，认为台湾方面是想在两岸间制造隔阂。
12月7日，香港《蘋果日報》報道政府擬禁止傳媒代表在政府記者會上使用「武漢肺炎」名稱提問，違者會被警告，甚至驅逐該傳媒代表離場。而有關決定是由特首林鄭月娥作出。政府指世衞已經將新病毒命名為「2019 冠狀病毒病」，提醒出席採訪的傳媒代表不要污名化，但未有會否要求驅逐離場。到同月18日疫情記者會，《蘋果日報》記者發問時提及「武肺（武漢肺炎）」後，衛生防護中心新聞官向記者說：「剛才發問嗰位（那位）記者朋友，我想提一提（提醒）你，世界衛生組織今年已經將新病毒命名為『2019冠狀病毒病』，麻煩大家喺（在）發問時可以簡稱為新冠病毒，多謝你留意番（感謝你的留意）。」其後再有記者追問使用「武漢肺炎」字眼有否觸犯法例，會否被禁止出席記者會。新聞官稱，字眼問題並非記者會的主題，「我哋事後再處理」。政府發言人表示，世衛今年2月已將病毒命名2019冠狀病毒病，相關安排有助防止使用其他可能不準確或「污名化」的名稱，提醒記者採訪政府活動時不要污名化。
12月18日，中国大陆各大航空公司先后公布消息，若搭乘两岸航班乘客所持有的核酸檢測證明带有「武漢肺炎」字样会被视为无效，将被拒绝登机及入境。而中华民国行政院院长蘇貞昌对此表示，政府對於科學檢驗非常重視，用語上也會尊重各國家和地区的要求。
在2021年1月26日，美國總統拜登要求美國联邦政府禁用中国病毒指代COVID-19後，中华民国行政院跨部會在1月28日院會的新聞稿中，均避用「武漢肺炎」一詞，当天，有媒体在中央流行疫情指挥中心记者会上问到为何電視上指揮中心的防疫廣告突然改口，把原本的「武漢肺炎」改成「COVID-19」。陳時中表示，武漢肺炎只是俗称，没有禁用问题。而觀察者網称繼續使用“武漢肺炎”這一稱呼的台灣媒體是在裝死。
2021年3月24日，前中华民国国防部长蔡明宪在以视频形式参加于阿联酋迪拜举办的“WION TV 全球高峰会”时，发言时谈及2019冠状病毒病时使用“武汉肺炎”称谓。与会的香港新民党主席、香港立法会议员叶刘淑仪反驳了蔡明宪的发言，称“我不认为你应该这样称呼这个病毒”，要求蔡明宪及其他与会者不要再使用“武汉肺炎”一词，并表明立场，如果蔡明宪再次使用这样的词汇，她就会离开这场论坛。蔡明宪在会后接受采访时称，“武汉肺炎”绝无恶意，他能够理解“对中国有期待”的香港人会因此不满，但一般人称“武汉肺炎”，就像称香港腳、日本脑炎、德国麻疹及西班牙流感一样，并无恶意。
2021年6月8日，香港岭南大学学生会发起问卷调查，查询在校生接种2019冠状病毒病疫苗事宜，但在调查问卷中使用“武汉肺炎”称呼。其后岭南大学给全校师生发信，称接获该起事件投诉，校方认为该词冒犯了部分大学成员，对此深表遗憾，并决定即时起，终止岭南大学学生会电邮系统群发电邮的功能。

## 嚴重特殊傳染性肺炎
1月15日，中華民國衛生福利部疾病管制署將其稱為嚴重特殊傳染性肺炎，簡稱「武漢肺炎」。部分學者或媒體也使用「新冠肺炎」一詞代表該疾病。2月11日，中華民國衛生福利部中央流行疫情指揮中心監測應變官、疾病管制署副署長莊人祥表示，「2019-nCoV」（2019新型冠狀病毒）是疫情暴发之初，WHO給病毒的暫時稱呼。現在病毒國際命名委員會將「病毒」正式命名為「SARS-CoV-2」才是病毒的現在正式的名字，该病毒导致的「疾病」的國際正式名稱則為「COVID-19」。

## 新型冠状病毒感染症
該稱呼為朝鲜、韓國和日本官方對於2019冠状病毒病的正式稱呼。1月28日，日本内閣官房及厚生勞動省將其命名為新型冠状病毒感染症，為法律上正式名稱。2月12日，韩国官方将此疾病命名為「新型冠狀病毒感染症」（全稱：韩语：／）。朝鲜官方将此疾病命名为“新型冠狀病毒感染症”（朝鲜语：／）

## 2019冠狀病毒疾病
在新加坡，COVID-19的官方中文名稱是「2019冠狀病毒疾病」，比世衛組織發佈的官方中文名稱多一個「疾」字，简称“冠病”。

## 冠状病毒
欧美媒体主要使用冠状病毒（Coronavirus）称呼作为病毒及疾病的代称。俄罗斯媒体主要使用新型冠状病毒（俄語：нового типа коронавируса）或冠状病毒作为病毒及疾病的代称。韓國媒體則用新型冠狀病毒（韓語：신종코로나바이러스），通稱冠狀19（코로나19）。

## 其他名稱

### 中华人民共和国相關

#### 不明原因肺炎
2019年12月底、1月初，由於肺炎病例原因不明，並正進行病原鑑定及病因溯源等初步調查，因而武汉市卫生健康委员会稱之為「不明原因肺炎」。

#### 爱国病毒
疫情初期，病毒因“只出国不出省”（即有观点怀疑中华人民共和国政府瞒报国内数据，导致病例在海外数量激增，而在国内传播缓慢）而被中国大陆网民在Twitter、新浪微博等平台和讽刺为爱国病毒。

#### 武漢病毒
2020年1月，新华社和环球时报在报道中曾使用“武汉病毒”一词。在世界衛生組織於2月11日確立2019年冠狀病毒病（COVID-19）正式名稱之前，國際媒體報導亦有使用“武漢病毒”。
3月25日，G7组织国家外长举行视频会议。美國國務卿蓬佩奥堅持要在聯合聲明中使用“武汉病毒”一词，但是遭到其它G7国家反对。因此，在七国集团财长和央行行长发表关于COVID-19的联合声明的第二天，外长们选择不发表联合声明。3月26日，中国大陸外交部发言人耿爽在例行记者会上回答相关提问时，强烈谴责蓬佩奥的上述言行。

#### 新型冠状病毒病
疫情初期，多数政府和新闻将该疾病称为“肺炎”，区别在其前缀。日本傳媒常用新型肺炎或新型冠狀病毒（日語：新型コロナウイルス）等。
3月17日，中国军方援鄂前方专家组组长、解放军总医院呼吸科专家刘又宁在接受媒体采访时提到，参与军队方案制定的所有专家一致同意不称该疾病为“肺炎”，军方诊疗方案也没有使用国家方案的“新冠肺炎”，而使用“新型冠状病毒病”。他认为，将“新冠”称“疾病”能正确反映出疾病的全貌。4月6日，他接受新闻1+1视频采访时解释说，“有相当一部分病人没有肺炎”，“新冠病毒不仅仅侵犯到肺”，“英文我们承认WHO的COVID-19，但是中文我们还是叫‘新冠肺炎’不是很合适。”他呼吁官方称呼应改为世界统一的名字。

#### 中国冠状病毒
疫情初期，部分英文媒体使用中國冠状病毒（Chinese Coronavirus）的别称。

#### 中国病毒
3月12日，中华人民共和国外交部发言人赵立坚在Twitter发文指责美国隐瞒疫情真相，并指出可能是10月来武汉参加军运会的美军把病毒带到了武汉。
3月18日，美國總統特朗普在白宮記者會上表示，中國大陸發布虛假的信息，誣捏美軍把病毒傳到中國大陸，因此使用「中國病毒」以正視聽。他表示會使用這一詞語是因為這是病毒的來源地，病毒確實來自中國大陸，所以「中國病毒」毋庸置疑是一個非常準確的用詞。同時他堅持聲稱這並不牽涉種族歧視。日本副首相麻生太郎之后亦堅持以「武漢肺炎」稱之。
3月19日，美国总统特朗普在白宮出席疫情記者會時，再次使用“中国病毒”一词来称呼。但被《華盛頓郵報》攝影記者博茨福德（Jabin Botsford）拍到其講稿上“COVID-19”一詞被墨水刪去，並改寫成「中國病毒」。当天，世界卫生组织卫生紧急项目负责人迈克尔·瑞安表示，“一直以来我们传递的信息就很清晰，病毒没有国界，不区分种族肤色和财富。我们在语言使用上要小心，应避免把病毒同个人联系在一起。我相信任何人都会后悔把病毒同种族联系在一起，这是所有人都不希望的，我们需要团结合作。2009年（H1N1）流感大流行是始于北美，我们也没把它称作北美流感。所以当遇到其他病毒时，我们采用同样的（命名）方式，避免同地域联系。我们要求每个人在这一刻都抱有团结的想法，这是需要事实并一起抗击病毒的时刻，而不是责怪谁。我们现在要确认所需要做的事情，从而确定地快速前进，同时避免将病毒同种族或其他领域相联系的表达。”同日，中华人民共和国外交部部长王毅與印尼、新加坡、俄羅斯、荷蘭外長通話，強調「个别国家企图将中国抗击疫情污名化」，“是不得人心的，也是不可能得逞的”。3月24日，川普表示，決定不再用「中國病毒」這一稱呼。
2021年1月26日，美国新任总统乔·拜登签署了关于种族平等的备忘录，内容主要是围绕种族平等的一系列行政措施。主要针对打击美国国内对亚太裔种族的歧视和仇外心理，特别是新冠疫情期间，亚太裔遭遇的偏见和不平等待遇。其中包括禁用“中国病毒”、“功夫流感”等词汇。

#### 中共病毒
部分有法轮功背景的媒体则称此病为「中共肺炎」或「中共病毒」。2020年4月，台湾嘉義城隍廟在发布的防疫公告中曾使用「中共肺炎」。
亚利桑那州众议员保罗·戈萨在推特发起为病毒命名的投票，四个选项分别为“中共病毒”、“武汉病毒”、“中国病毒”、“SARS COVID-19红色死亡”（SARS COVID-19 Red death），结果“中共病毒”过半数，“中共病毒”的称呼亦被亲法轮功媒体所采用。

#### 功夫流感
一名白宫官员使用过功夫流感（Kung-Flu）。在2020年6月20日举行的特朗普竞选集会上，特朗普亦使用到了“功夫流感”一词。中国外交部回应称其为“搞污名化”，并表示反对。

#### 中国穿山甲流感
截至2020年5月，朝鲜政府没有通过官方渠道向外界表达本病毒的官方名称，且其内部的疫情也依旧处于保密状态。但朝鲜平壤顺安国际机场的官方网站上出现了“中国穿山甲流感 (Chinese Pangolin Fever)”一词。

### 日本肺炎
2月末，日本網路流傳一帖文，引用中華人民共和国駐日本大使館2月27日在其官网上发布的《中国駐日本大使馆致在日同胞的公开信》中，“日本新型冠状病毒肺炎疫情不断變化”這句話，稱中國政府要將新型冠狀病毒肺炎稱為「日本肺炎」。事後日本媒體出面澄清，表示純粹誤會。日本HUFFPOST記者表示，「日本新型冠状病毒肺炎疫情不断变化」在汉语中的意思應理解為「在日本的新型冠状病毒肺炎」，而不是「日本肺炎」。

### 大邱冠狀
2月20日，韓國政府發表武漢冠狀病毒相關報道，標題命名爲「政府啓動應對大邱冠狀(病毒19)泛特別對策支援團」。 對此，有人誤會政府將「新冠狀19」爲「大邱冠狀(病毒)」。 部分網絡社區等出現了批判的聲音。有网络热评称：「政府說武漢肺炎這個詞助長了對中國大陸的厭惡感与歧视，所以改名叫冠狀19。但現在政府卻使用了大邱冠狀(病毒)来称呼」。
2月22日，韓國政府對失誤標記「大邱冠狀19」一事表示道歉。但是因為政府失誤，「大邱肺炎」、「大邱冠狀」等用語在SNS上擴散，人民對特定地區產生了偏見，有人主張政府助長了偏見。大邱政界強烈反對此說法。共同民主黨議員金富謙（大邱壽成區）在臉書發文：「部分媒體或網上流傳的『大邱肺炎』或『TK肺炎』，對大邱進行了指責。」未來統合黨郭尙道議員（大邱中南區）當天在臉書上表示：「政府通過報道資料，就像大邱第一次發生冠狀病毒一樣，使用了『大邱冠狀病毒』的名稱。 相反，政府禁止使用以新冠狀病毒發源地—中國命名的『武漢肺炎』一詞」，「希望文在寅政府停止把特定地區作爲新冠狀病毒災難的祭品的卑劣手段。」

### 美国病毒
美国脱口秀主持人特雷弗·诺亚（Trevor Noah）2020年3月25日在《每日秀》节目中，借美国国内疫情拿部分美国政治人物开涮：很快美国也要被叫“美国病毒”，“现在武汉已经没有病毒了”。 

### 特朗普病毒
部分网友将病毒称为特朗普病毒（Trump Virus），以反击或批评其抗疫不力。

### 泰国病毒
4月11日，中国大陆与泰国的网友在Twitter上发生争执。争执中，泰国网友提到“武汉肺炎”，中国大陆网友将SARS-CoV-2称为“泰国病毒”。

### 哈梅内伊病毒
伊朗有部分认为本国应对疫情不力的网民用“哈梅内伊病毒”的称呼。

### 万华病毒
2021年5月21日，有新闻在报导中指台北市万华区“連空氣都存在病毒”；25日，三立新闻台在节目的下标中使用“万华病毒跨县市流窜”等字眼，在批踢踢實業坊遭到網友炮轰。